# 日本大腸肛門病学会
一般社団法人日本大腸肛門病学会（にほんだいちょうこうもんびょうがっかい、英語: The Japan Society Of Coloproctology）は、日本の学術研究団体の一つ。

## 概要
1940年3月12日設立。学術研究団体としての種別は単独学会。
臨床医学を学術研究領域とし、大腸肛門病学における研究、教育及び診療の向上を図るとともに、これを介して国民の健康と福祉に寄与することを目的としている。
国内においては日本医学会に加入している。

## 沿革
- 1940年 - 日本直腸肛門病学会発足。
- 1966年 - 日本大腸肛門病学会に改称。
- 2006年 - 有限責任中間法人日本大腸肛門病学会設立。
- 2009年 - 一般社団法人日本大腸肛門病学会へ移行。

## 刊行物

### 日本大腸肛門病学会雑誌
- 誌名（和文）：日本大腸肛門病学会雑誌
- 誌名（欧文）：Journal of the Japan Society of Coloproctology
- 創刊年：1940
- 資料種別：ジャーナル（査読付き論文を含む）
- 使用言語：日本語（英文抄録あり）
- 発行形態：eジャーナル
- 著作権帰属先：学会
- クリエイティブコモンズ：定めていない
- 購読：無料

### Journal of the Anus, Rectum and Colon
- 誌名（和文）：-
- 誌名（欧文）：Journal of the Anus, Rectum and Colon
- 創刊年：2017
- 資料種別：ジャーナル（査読付き論文を含む）
- 使用言語：英語のみ
- 発行形態：eジャーナル
- 著作権帰属先：学会
- クリエイティブコモンズ：定めている（CC BY-NC-ND）
- 購読：無料